# 分水岭水库
分水岭水库是中国安徽省滁州市明光市境内的一座水库，位于白沙河上，建于1973年。水库正常库容为4900万立方米，集雨面积为113平方千米，海拔为48.5米。